# Хэй, Кирсти
Ки́рсти Хэй (англ. Kirsty Hay, урождённая Ки́рсти Э́ддисон, англ. Kirsty Addison; род. 9 февраля 1972, Глазго) — шотландская кёрлингистка.
В составе команде Великобритании участница зимних Олимпийских игр 1998.
В 1990, когда ей было 17 лет, её юниорская команда, где она была скипом, выиграла сначала юниорский чемпионат Шотландии, а затем чемпионат мира среди юниоров 1990. Это был первый случай, когда женская команда Шотландии (любой возрастной категории — взрослые или юниоры) стала чемпионом мира.
Играла на позиции четвёртого, была скипом команды.

## Достижения
- Чемпионат Европы по кёрлингу: серебро (1992, 1995).
- Чемпионат Шотландии по кёрлингу среди женщин: золото (1995, 1996, 1998).
- Чемпионат мира по кёрлингу среди юниоров: золото (1990, 1993).
- Чемпионат Шотландии по кёрлингу среди юниоров: золото (1990, 1993).

- Почётный приз Всемирной федерации кёрлинга Frances Brodie Award: 1996.
- «Команда всех звёзд» чемпионата мира среди юниоров (англ. All-Star Team, Women): 1993.

## Команды
| Сезон   | Четвёртый      | Третий        | Второй        | Первый        | Запасной                                                | Турниры                                                               |
| ------- | -------------- | ------------- | ------------- | ------------- | ------------------------------------------------------- | --------------------------------------------------------------------- |
| 1989—90 | Кирсти Эддисон | Карен Эддисон | Джоанна Пегг  | Laura Scott   |                                                         | ЧЕ 1989 (6 место) · ЧШЮ 1990 · ЧМЮ 1990                               |
| 1992—93 | Кирсти Хэй     | Хейзел Эрскин | Джоанна Пегг  | Louise Wilkie |                                                         | ЧЕ 1992                                                               |
| 1992—93 | Кирсти Хэй     | Джиллиан Барр | Джоанна Пегг  | Louise Wilkie | Фиона Браун                                             | ЧШЮ 1993 · ЧМЮ 1993                                                   |
| 1994—95 | Кирсти Хэй     | Эдит Лаудон   | Джоанна Пегг  | Кэти Лаудон   | Джеки Локхарт (ЧЕ), Клэр Милн (ЧМ) тренер: Питер Лаудон | ЧЕ 1994 (6 место) · ЧШЖ 1995 · ЧМ 1995 (7 место)                      |
| 1995—96 | Кирсти Хэй     | Эдит Лаудон   | Карен Эддисон | Кэти Лаудон   | Клэр Милн тренер: Питер Лаудон                          | ЧЕ 1995 · ЧШЖ 1996 · ЧМ 1996 (5 место)                                |
| 1997—98 | Кирсти Хэй     | Эдит Лаудон   | Джеки Локхарт | Кэти Лаудон   | Фиона Бейн тренер: Джейн Сандерсон                      | ЧЕ 1997 (6 место) · ЧШЖ 1998 · ЗОИ 1998 (4 место) · ЧМ 1998 (7 место) |

(скипы выделены полужирным шрифтом)

## Частная жизнь
Её сестра Карен Эддисон — тоже кёрлингистка, они в одной команде выиграли чемпионат мира среди юниоров 1990.
В 1991 вышла замуж за кёрлингиста Майка Хэя, впоследствии они развелись, но она оставила себе фамилию Хэй.
Кирсти начала играть в кёрлинг в 1984, в возрасте 12 лет.